# 皮拉卡亚
皮拉卡亚是巴西圣保罗州的一个市镇。总面积384.729平方公里，总人口22335人，人口密度58.1人/平方公里。